# FIA-Formel-E-Weltmeisterschaft
Die FIA-Formel-E-Weltmeisterschaft (bis 2020 FIA-Formel-E-Meisterschaft) ist eine Rennserie für Formelwagen mit Elektromotor, die auf Initiative von Jean Todt ins Leben gerufen und von dem Promoter Alejandro Agag und seinem Unternehmen Formula E Holdings im Auftrag der FIA geplant wurde. Sie wird seit dem 13. September 2014 weltweit auf Stadtkursen ausgetragen.
Seit der Saison 2020/21 trägt die Serie offiziell das Weltmeisterschaftsprädikat der FIA und wird unter dem Namen ABB FIA-Formel-E-Weltmeisterschaft ausgetragen.

## Fahrzeuge

### Erste Fahrzeuggeneration (2014–2018)

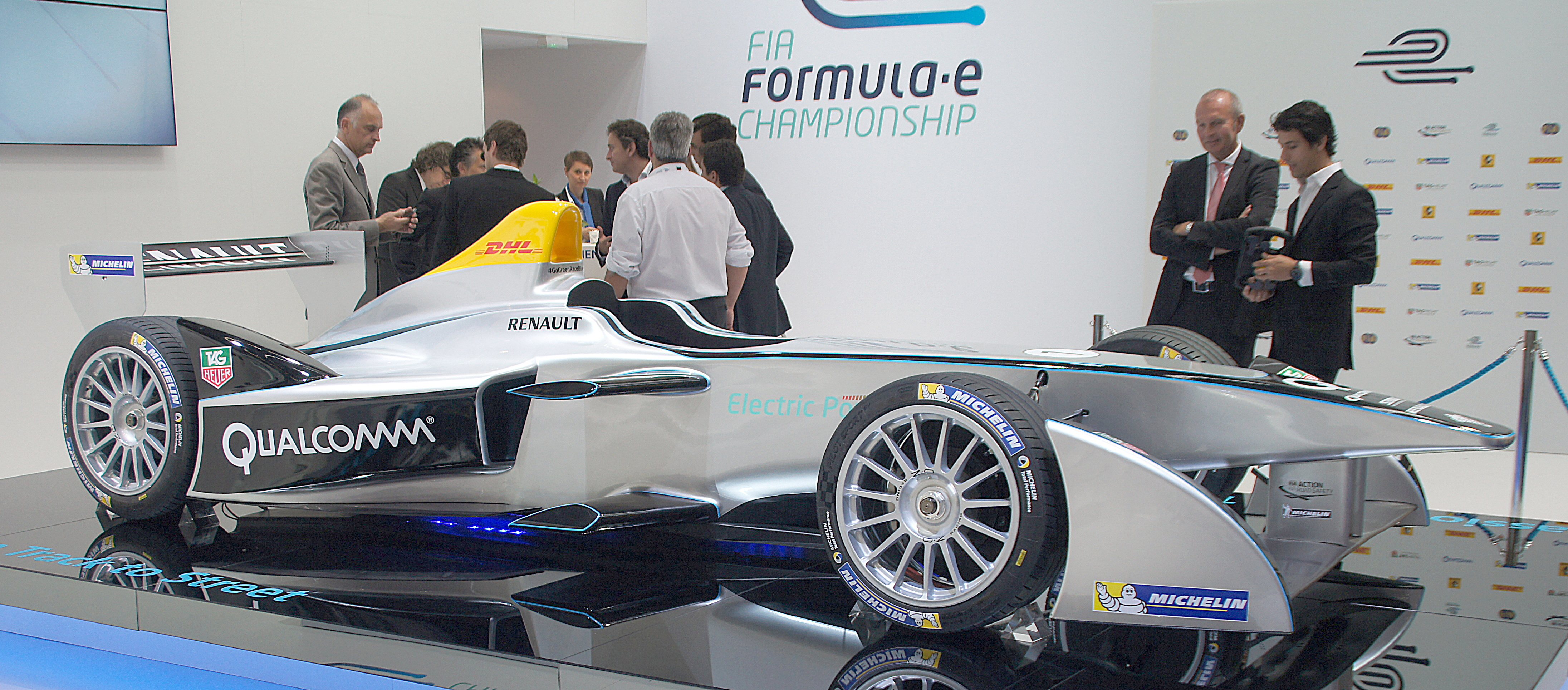
Weltpremiere für den Spark-Renault SRT_01E auf der IAA 2013 in Frankfurt

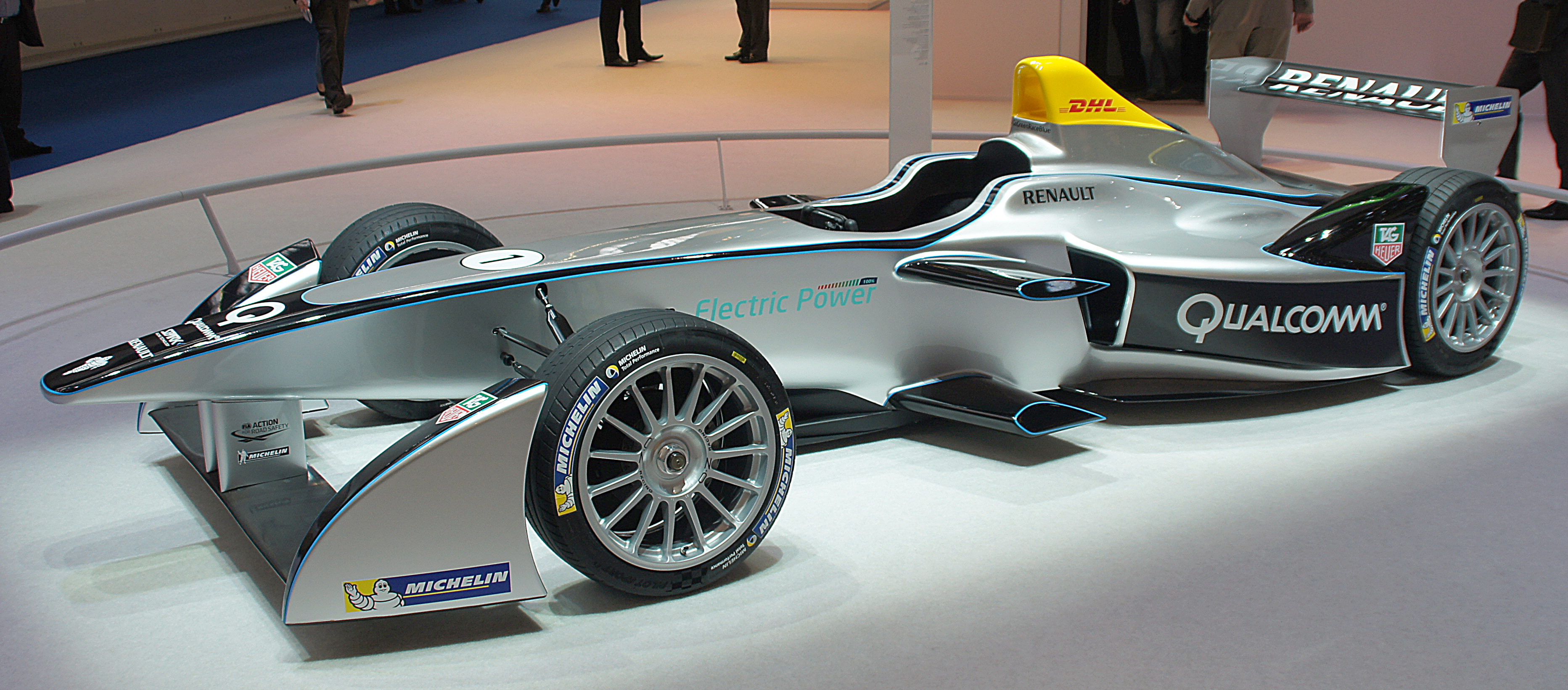
Spark-Renault SRT 01E

In der Debüt-Saison 2014/15 traten alle Teams mit dem gleichen Fahrzeug, dem Spark-Renault SRT 01E an. Die von dem Unternehmen Spark Racing Technology gebauten Fahrzeuge wurden von einem Elektromotor angetrieben, der genau wie die Elektronik der Fahrzeuge von McLaren Electronic Systems, ein Tochterunternehmen der McLaren Group, stammte und maximal 200 kW (272 PS) leistete. Die Höchstgeschwindigkeit der Fahrzeuge war auf 225 km/h begrenzt.
Die Chassis wurden von Dallara produziert. Als technischer Partner der Rennserie wurde Renault bekanntgegeben, die Batterien wurden von Williams Advanced Engineering zur Verfügung gestellt, waren 200 kg schwer und lieferten bei bis zu 1000 Volt eine maximale Energie von 28 Kilowattstunden.
Die Präsentation des Spark-Renault SRT_01E fand am 10. September 2013 im Rahmen der IAA statt.
Die Einsatzkosten der Fahrzeuge wurden begrenzt, in der Saison 2014/15 wurden die Autos den Teams gegen Abgabe eines Anteils der Sponsoreneinnahmen zur Verfügung gestellt. Chassis und die Aerodynamik der Fahrzeuge waren vorgegeben, lediglich im Bereich der Batterien und der Motoren waren Weiterentwicklungen geplant.
Die Rennserie sollte jedoch ab der zweiten Saison keine Einheitsserie mehr sein, auch andere Hersteller konnten Fahrzeuge für die Teilnahme an der Meisterschaft homologieren. Die Hersteller waren jedoch gezwungen, ihre Fahrzeuge auch mindestens zwei anderen Teams, sogenannten Kundenteams, zur Verfügung zu stellen. Das britische Unternehmen Bluebird gab frühzeitig bekannt, an einem eigenen Fahrzeug für die Formel E zu arbeiten, das von Bluebird selbst eingesetzt werden sollte. Allerdings sollten auch maximal 16 Fahrzeuge für Kundenteams gebaut werden. Allerdings wurde niemals ein Fahrzeug von Bluebird in der FIA-Formel-E-Meisterschaft eingesetzt.
Im Dezember 2014 wurde bekannt, dass mehrere Hersteller Interesse am Einstieg in die Formel E hatten, die Entwicklungsmöglichkeiten in den Bereichen Aerodynamik und Chassis jedoch auch weiterhin reglementseitig eingegrenzt werden sollten.
Im Februar 2015 gab die FIA acht Hersteller bekannt, die ab der Saison 2015/16 selbst Weiterentwicklung betreiben durften, jedoch nur an den Antriebskomponenten Motor, Inverter, Getriebe und Kühlsystem. Ab der Saison 2016/17 sollten die Hersteller dann auch die Batterien weiterentwickeln dürfen. Dies wurde jedoch später verworfen, stattdessen kommen auch weiterhin Einheitsbatterien zum Einsatz. Jeder Hersteller musste dabei jedem Team seine selbst entwickelten Komponenten für einen fest definierten Höchstpreis zur Verfügung stellen.

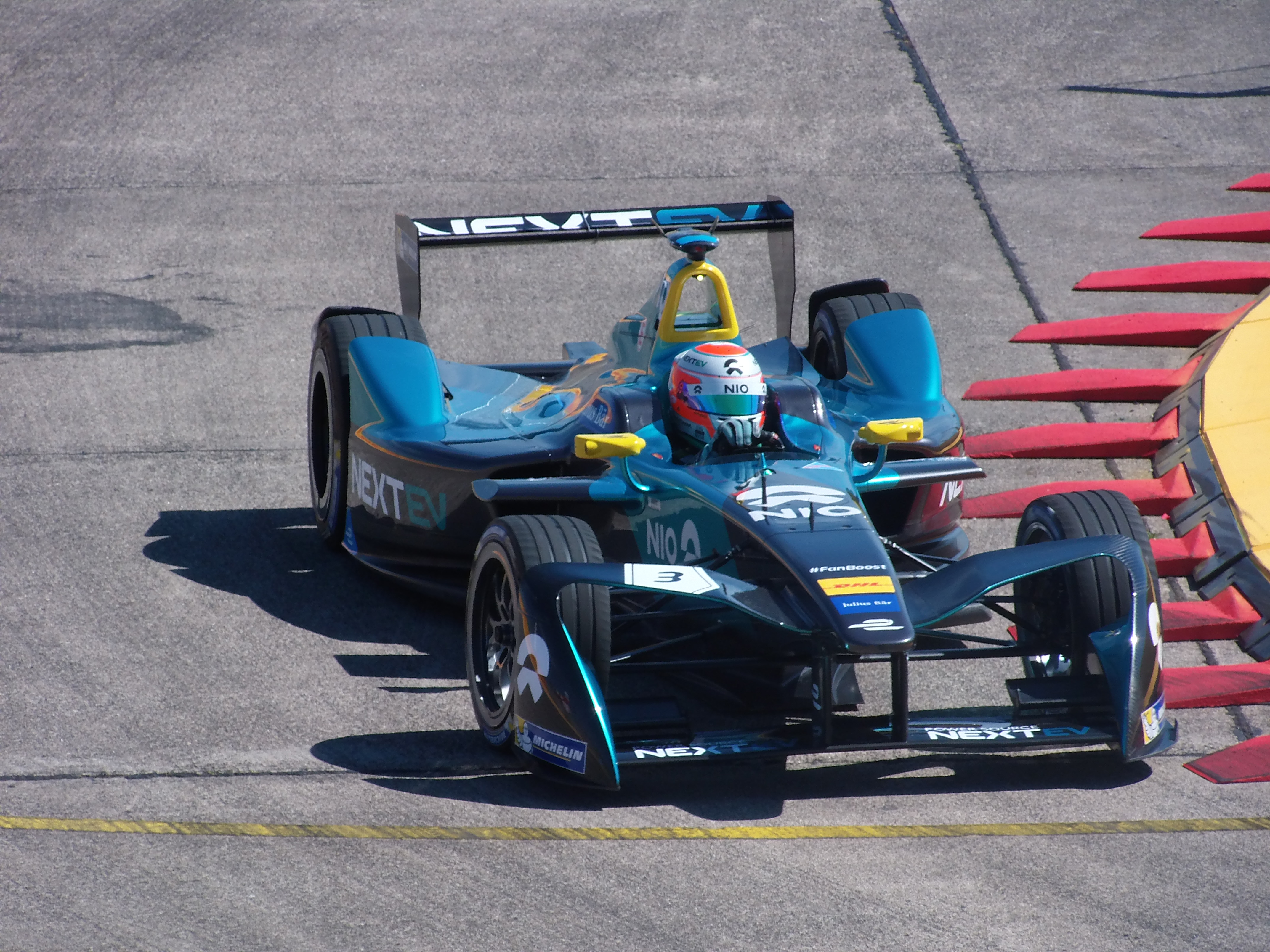
Spark-Renault SRT_01E mit dem neu designten Frontflügel in der Saison 2016/17

Auch die Motorleistung im Rennen sollte gesteigert werden, in der zweiten Saison auf 170 kW und ab der dritten Saison auf 200 kW. Die ursprünglich für die dritte Saison vorgesehene Erhöhung der Maximalleistung auf 250 kW sowie die Erhöhung der Leistung im Rennbetrieb auf 200 kW wurde Anfang 2016 auf die Einführung der zweiten Fahrzeuggeneration in der Saison 2018/19 verschoben. Stattdessen wurde die Maximalleistung bei der Rekuperation von 100 auf 150 Kilowatt erhöht.
Zur Saison 2016/17 war ein neues Bodykit für die Fahrzeuge geplant. Die Änderungen beschränkten sich jedoch auf einen neuen Frontflügel, dessen Optik futuristischer wirken und das Fahrzeugdesign optisch somit noch weiter von anderen Formel-Fahrzeugen abheben sollte. Da die Endplatten nun mit zwei Streben an der Fahrzeugnase befestigt waren, war der Flügel zudem stabiler. In den ersten beiden Formel-E-Saisons kam es mehrmals dazu, dass die Fahrzeuge nach Berührungen die Endplatten des Frontflügels verloren.

### Zweite Fahrzeuggeneration (2018–2022)

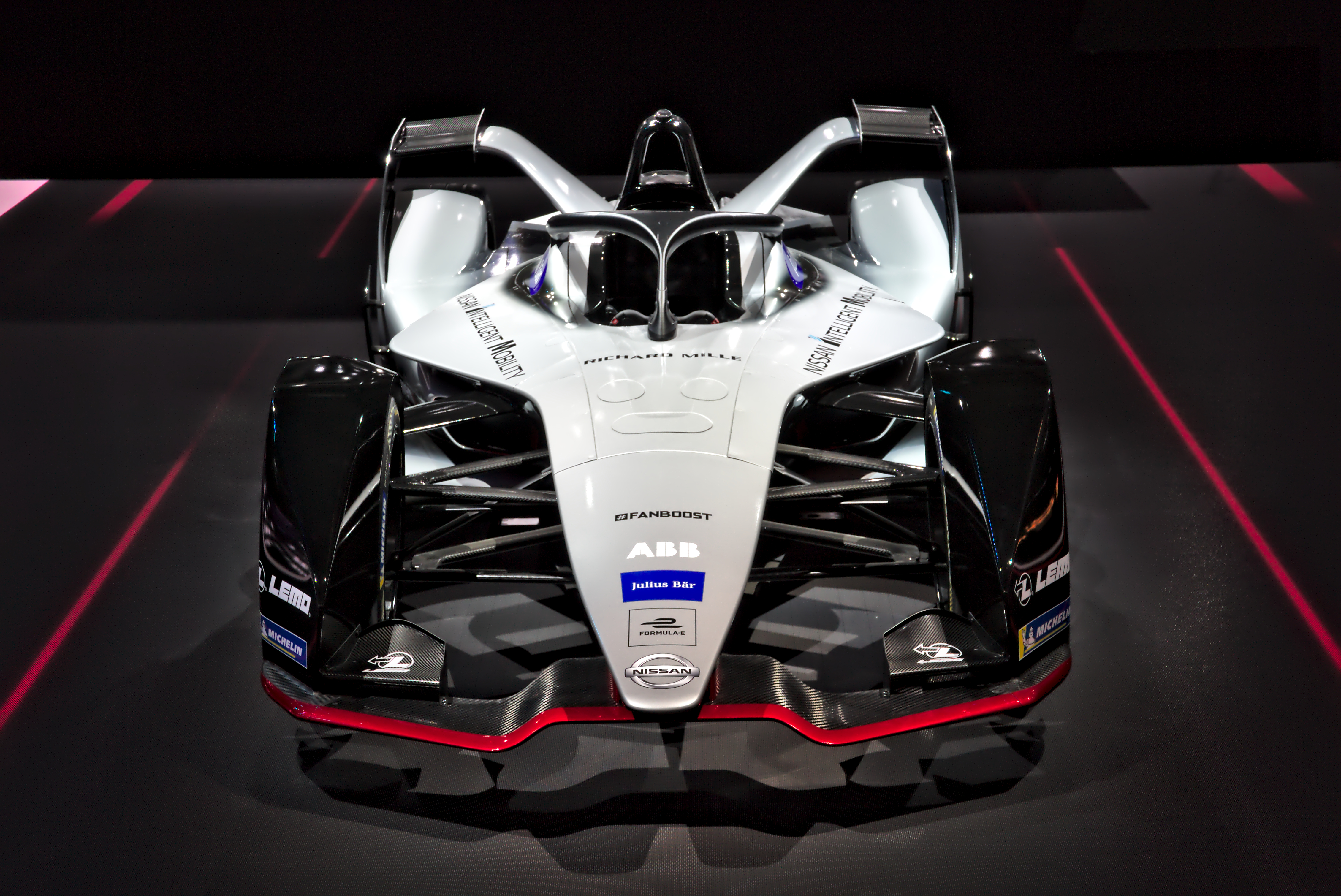
Spark SRT 05e in Nissan-Lackierung auf dem Genfer Auto-Salon 2018

Ende Januar 2018 wurde die zweite Fahrzeuggeneration mit dem Namen Spark SRT 05e präsentiert, die seit der Saison 2018/19 zum Einsatz kommt.
Mit der Einführung der zweiten Fahrzeuggeneration wurde die Energiemenge auf 54 Kilowattstunden gesteigert, es waren zudem keine Fahrzeugwechsel zur Rennhalbzeit mehr notwendig. Für die Herstellung der Batterien ab der Saison 2018/19 startete die FIA eine Ausschreibung, die McLaren Applied Technologies (MAT), ein Tochterunternehmen der McLaren Technology Group, gewann. MAT kooperierte bei der Entwicklung der Batterie mit den Unternehmen Sony, das die Zelltechnologie zur Verfügung stellte, und Lucid Motors, das für das Design und die Management-Software verantwortlich war.

### Dritte Fahrzeuggeneration (2022–)
In der Saison 2022/23 wurde die dritte Generation der Fahrzeuge eingeführt. Auch diese wurden von Spark Racing Technologies entwickelt. Die Maximalleistung der Fahrzeuge steigt auf 350 kW, außerdem sind die Rennwagen kleiner und leichter als das Vorgängermodell. Die Kapazität des Akkumulators wird verringert, dafür erhöht sich die Rekuperationsleistung auf 600 kW. Bis zu 350 kW werden an der Hinterachse zurückgewonnen, wo es zudem keine hydraulische Bremse mehr gibt. Außerdem verfügen die Autos über einen 250 kW starken Motor an der Vorderachse, der jedoch nur zur Rekuperation verwendet werden darf. Die Antriebsbatterie wird, wie schon bei der ersten Fahrzeuggeneration von WAE geliefert. Diese hat einen nutzbaren Energieinhalt von 38,5 kWh. Diese kann während eines Boxenstopps, dem sogenannten Attack-Charge, binnen 30 Sekunden mit 600 kW um 4 kWh nachgeladen werden.
Mit der Saison 2024/25 erhielt die dritte Fahrzeuggeneration ein Upgrade, mit dem angestrebt wird, die Rundenzeiten um mehrere Sekunden zu senken. Hierzu gehören u. a. Modifikationen an der Aerodynamik und am Motor. Diese Gen3 Evo genannten Fahrzeuge, soll ebenfalls für zwei Saisons eingesetzt werden. Hierbei wird erstmals während der Duellphase der Qualifikation, der Start- und Attack-Phase zusätzlich der Frontmotor mit 50 kW und 60 Nm genutzt werden. Die zur Verfügung stehende Gesamtleistung bleibt jedoch weiterhin bei 350 kW.

### Zukünftige Fahrzeugentwicklung
Für die Saison 2025/26 wird die vierte Fahrzeuggeneration entwickelt. Hierbei soll weiterhin Spark Racing Technology das Chassis liefern. Für die Batterie mit 55 kWh Kapazität wurde Podium AT als Hersteller ausgewählt. Den einheitlichen Frontmotor für die 600 kW starken Fahrzeuge stellt Marelli her. Die Reifen werden ab dieser Saison von Bridgestone, statt wie vorher von Hankook bereitgestellt.

## Teams
Bis einschließlich zur Saison 2017/18 waren zehn Teams zur Teilnahme zugelassen, pro Team gab es zwei Fahrer und vier Autos. Die Anzahl an Teammitarbeitern während eines Renntages ist streng begrenzt, die Teams dürfen nur zwei Renningenieure, einen Dateningenieur, vier Mechaniker und einen Teamchef haben. Kontrolliert wird diese Anzahl durch die Anzahl der Pässe, die jedem Team für den Zugang zum Fahrerlager zur Verfügung gestellt werden. Die Fahrer und das Personal, das den Motor betreut, sind hiervon ausgenommen.
Im Juli 2013 wurde eine Budgetobergrenze von zunächst 2,5 Millionen Euro pro Team bekanntgegeben, die später auf 3 Millionen US-Dollar korrigiert wurde (rund 2,2 Millionen Euro) und nur für das operative Geschäft der Teams gilt.
Ab der Saison 2018/19 wurde das Starterfeld auf maximal zwölf Teams erweitert.

### Reifen
Alle Reifen der Formel-E-Fahrzeuge stammen von einem Einheitslieferanten, für die Debüt-Saison konnte Michelin als Lieferant gewonnen werden. Es handelt sich bei den Reifen jedoch nicht um Slicks, sondern, dem Nachhaltigkeitsgedanken der Formel E folgend, um profilierte Allwetterreifen.
Anders als zu dieser Zeit in der Formel-1-Weltmeisterschaft wurden in der Formel E von Beginn an Niederquerschnittsreifen verwendet, die Räder haben einen Durchmesser von 18 Zoll. Jeder Fahrer verfügte in den Anfangsjahren dabei über fünf neue Vorder- und Hinterreifen pro Renntag, mit denen er das freie Training, das Qualifying und das Rennen bestreiten musste.
Im September 2015 beschloss die FIA, den Vertrag mit Einheitsreifenlieferant Michelin bis zur Saison 2018/19 zu verlängern. Zur Saison 2016/17 entwickelte Michelin einen neuen Reifen, der im Vergleich zum Reifen der beiden Vorsaisons schneller die benötigte Reifentemperatur erreichte und mehr Haftung bot. Der Rollwiderstand wurde dabei um 16 Prozent gesenkt, außerdem wurde der gesamte Reifensatz um fünf Kilogramm leichter.
Neuer Reifenlieferant ab der Saison 2022/23 ist Hankook.

### Stromerzeugung
Die Betreiber setzen zur schadstoffarmen Stromerzeugung ihre eigenen Generatoren ein, welche auf Glycerin als Treibstoff umgerüstet wurden. Es wird kein lokaler Ökostrom verwendet.

## Strecken

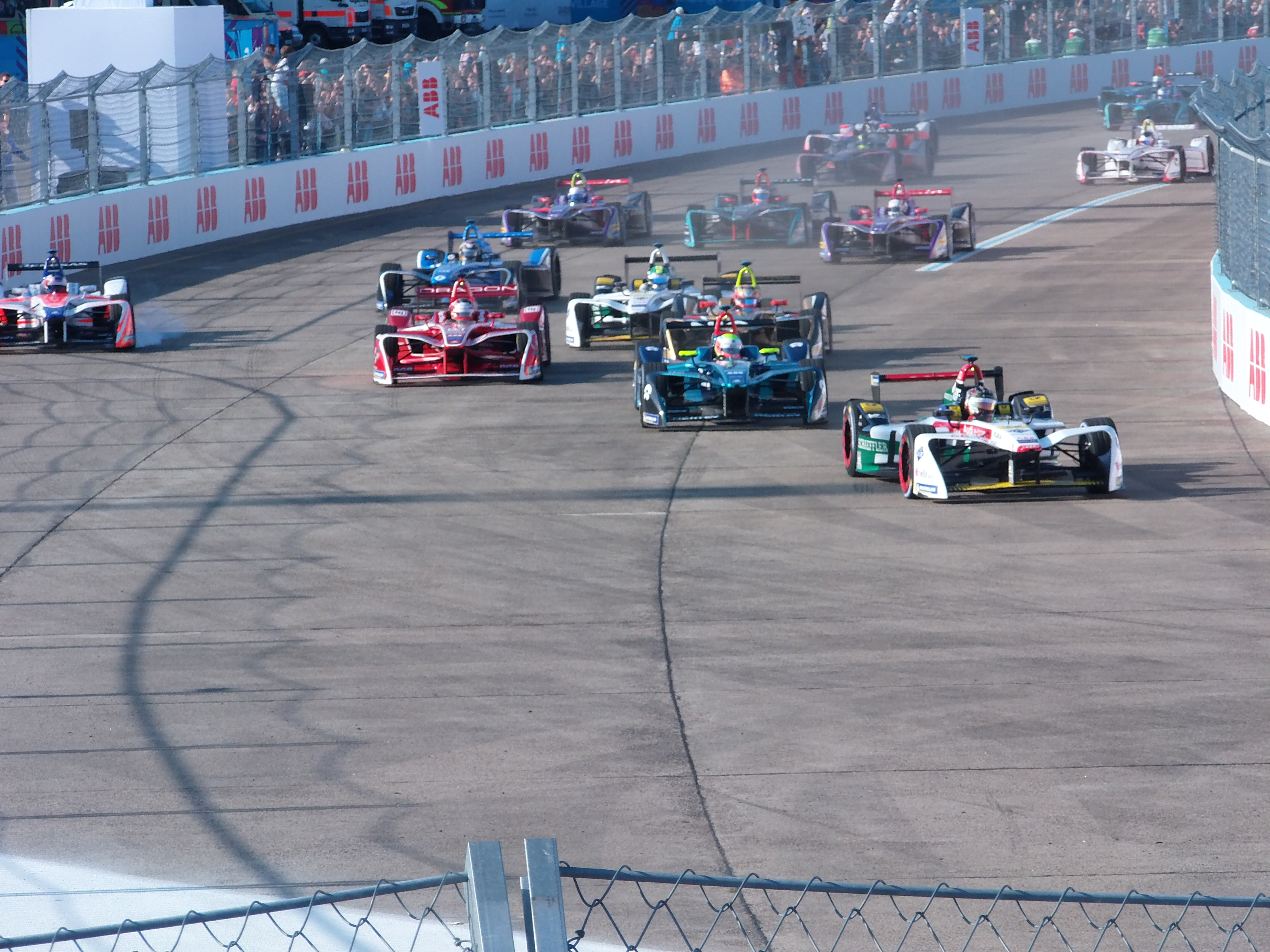
Berlin E-Prix

Die in Anlehnung an die Formel-1-Grands-Prix E-Prix (Schreibweise bis 2016/17: ePrix) genannten Rennen finden auf Stadtkursen in Großstädten statt, eine Strecke soll 2,5 bis 3 Kilometer lang sein.
Im September 2013 veröffentlichte die FIA den provisorischen Rennkalender für die Saison 2014/2015, der endgültige Kalender mit zehn Veranstaltungen wurde im Dezember 2013 bekanntgegeben. Für die Folgesaisons war eine Erweiterung des Kalenders um jeweils zwei Rennen geplant.
Der Berlin ePrix 2015 fand auf dem Gelände des ehemaligen Flughafens Berlin-Tempelhof statt und war damit das erste Rennen, das nicht auf einem Straßenkurs ausgetragen wurde. 2016 wurde mit dem Mexiko-Stadt ePrix 2016 außerdem erstmals ein Lauf der Rennserie auf einer permanenten Rennstrecke (wenn auch mit modifizierter Streckenführung) ausgetragen.

## Rennelemente

### Pit Boost
Seit 2025 werden die Rennwagen bei einem Boxenstopp nachgeladen. Der Ladevorgang dauert 30 Sekunden. Dabei wird mit 600 kW 10 Prozent der Energie des Akkus nachgeladen, d. h. 3,85 kWh. Die Standzeit beträgt 34 Sekunden. Somit bleiben 4 Sekunden für Einstecken und Abziehen des Ladesteckers.

### Attack-Mode
Der Attack-Mode ist ein taktisches Element, das die Maximalleistung des Motors für eine kurze Zeit erhöht. Um den Attack-Mode zu erhalten, muss das Fahrzeug durch die Attack-Zone fahren und alle drei Aktivierungsstreifen treffen. Die Attack-Zone ist ein Bereich auf der Rennstrecke, der abseits der eigentlichen Rennlinie liegt.

### Fanboost
Der Fanboost war ein Alleinstellungsmerkmal der FIA-Formel-E-Meisterschaft und gab den Zuschauern die Möglichkeit, aktiv auf das Renngeschehen Einfluss zu nehmen. Über eine Abstimmung in sozialen Medien wurden Fahrer ermittelt, denen der sogenannte Fanboost, ein zusätzlicher „Push-to-Pass“, zur Verfügung gestellt wurde. Die Leistung wurde in der ersten Saison auf 180 kW (245 PS) und die Dauer der Leistungssteigerung auf 2,5 Sekunden festgelegt. Die Anzahl der Fahrer, die einen Fanboost erhalten, wurde auf drei begrenzt.
Zur zweiten Saison startete die Abstimmung immer erst 13 Tage vor den nächsten Rennen. Der Fanboost wurde nun nach den ersten sechs Minuten des Rennens vergeben und konnte mit dem zweiten Fahrzeug verwendet werden. Anstatt für fünf Sekunden die Maximalleistung zu erhöhen, stellte er den Piloten nun 100 Kilojoule Zusatzenergie zur Verfügung, die für einen beliebigen Zeitraum verwendet werden konnten, um die Maximalleistung auf bis zu 200 kW zu erhöhen. Zusätzlich zu den auf der offiziellen Internetseite der FIA-Formel-E-Meisterschaft abgegebenen Stimmen wurden auch in den sozialen Netzwerken Twitter und Instagram abgegebenen Tweets bzw. Einträge gezählt.
2017 wurde der Zeitraum für die Stimmabgabe von 13 auf sechs Tage vor dem Rennen verkürzt. Ab der Saison 2018/19 stieg die Leistung des Fahrzeugs bei aktiviertem Fanboost auf mindestens 240 kW und maximal 250 kW, außerdem wurde die Anzahl der Fahrer, die einen Fanboost erhielten, von drei auf fünf erhöht.
Mit der Einführung der dritten Fahrzeuggeneration zur Saison 2022/23 wurde der Fanboost abgeschafft.

## Ablauf eines Renntages

### Zeitplan
Die zunächst veröffentlichten Pläne sahen folgenden Ablauf eines Renntages vor:
- Morgens: Freies Training (60 Minuten)[37]
- Später Vormittag: Qualifying, Dauer: 90 Minuten, das Fahrerfeld wird in vier Gruppen zu je fünf Fahrzeugen aufgeteilt, die sich gleichzeitig auf der Strecke befinden.[37]
- Abends: Das Rennen soll maximal 60 Minuten dauern.[37]

Einen Monat vor Beginn der Debüt-Saison wurde ein überarbeiteter Ablauf vorgestellt:
- 08:15 – 09:00 Uhr: 1. Freies Training
- 10:30 – 11:00 Uhr: 2. Freies Training
- 12:00 – 12:10 Uhr: Qualifying (Gruppe 1)
- 12:15 – 12:25 Uhr: Qualifying (Gruppe 2)
- 12:30 – 12:40 Uhr: Qualifying (Gruppe 3)
- 12:45 – 12:55 Uhr: Qualifying (Gruppe 4)
- 15:40 Uhr: Bekanntgabe der Gewinner der FanBoost-Abstimmung
- 16:00 Uhr: Rennen
- 16:55 – 17:00 Uhr: Siegerehrung

Zur dritten Saison wurde das erste Freie Training um 15 Minuten vorgezogen. Zur fünften Saison änderte sich die Rennlänge auf 45 Minuten zuzüglich einer Runde.

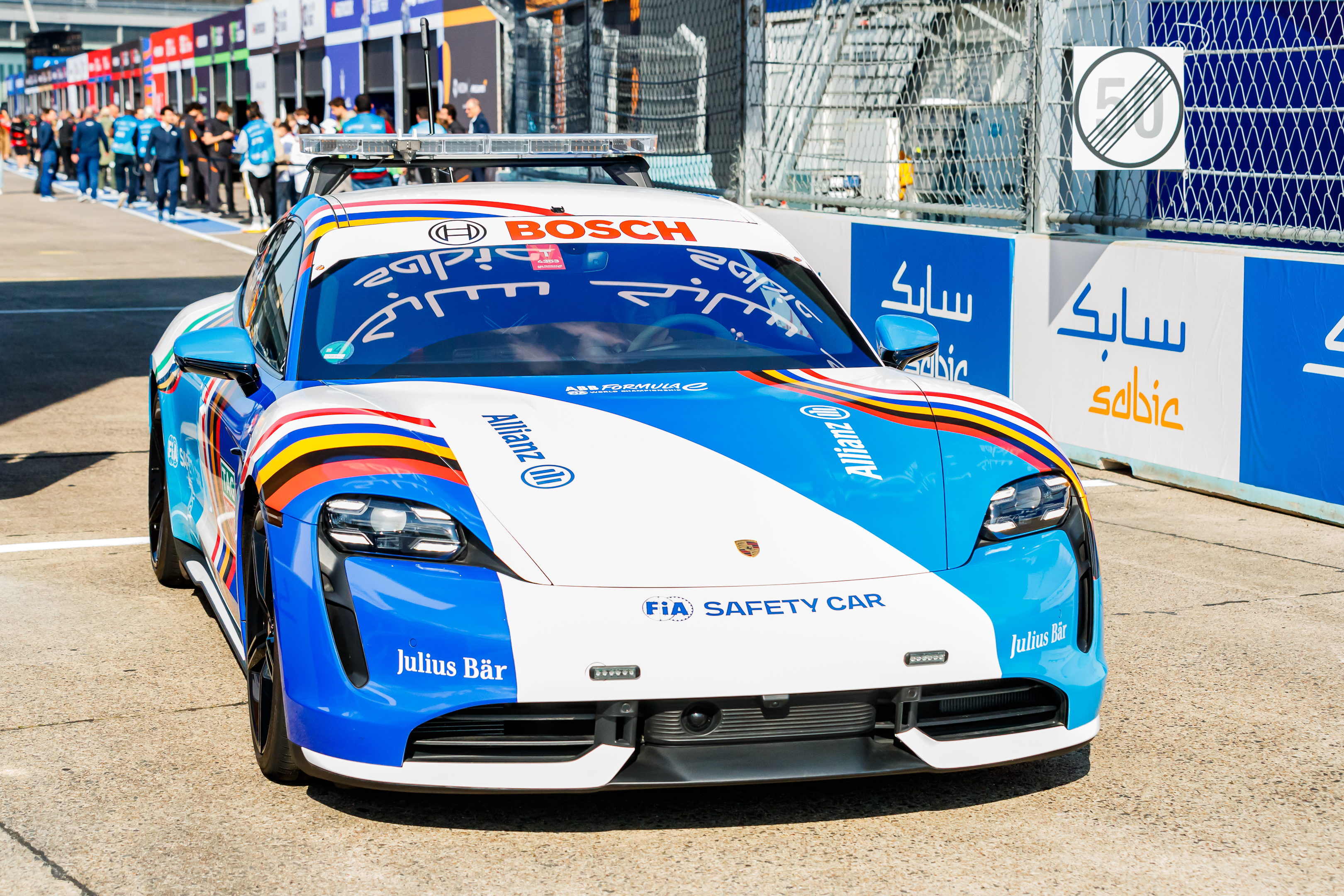
Safety Car, 2023

Aktueller Ablauf des Renntages (Saison 2019/20):
- 08:00 – 08:45 Uhr: 1. Freies Training
- 10:30 – 11:00 Uhr: 2. Freies Training
- 12:00 – 12:06 Uhr: Qualifying (Gruppe 1)
- 12:10 – 12:16 Uhr: Qualifying (Gruppe 2)
- 12:20 – 12:26 Uhr: Qualifying (Gruppe 3)
- 12:30 – 12:36 Uhr: Qualifying (Gruppe 4)
- 12:45 – 13:00 Uhr: Qualifying (Superpole)
- 16:03 – 16:50 Uhr: Rennen

### Training
Im Freien Training und Qualifying leisten die Autos 200 kW (272 PS), im Rennen sollten sie nur noch 133 kW (181 PS) leisten. Im August 2014 gab es eine Änderung der technischen Spezifikationen, die Leistung im Rennbetrieb wurde auf nun 150 kW (204 PS) erhöht. Es sollte ein „Push-to-Pass“-System geben, bei dem jeder Fahrer die Möglichkeit erhalten sollte, während des Rennens die Leistung kurzzeitig auf 200 kW (272 PS) zu erhöhen. Auf ein „Push-to-Pass“-System für alle Fahrer wurde dann aber verzichtet.

### Qualifying
Das Qualifying wurde in vier verschiedenen Gruppen zu je fünf Fahrzeugen ausgetragen, die Zuordnung der Fahrer zu den Gruppen wurde dabei ausgelost.
Saison 2015/16: Die Fahrer wurden nach wie vor am Renntag um 10 Uhr in vier Gruppen gelost, die nun jedoch nur noch sechs statt zehn Minuten Zeit hatten, eine schnelle Rundenzeit zu erzielen. Dabei durften sie nur zwei gezeitete Runden fahren, die erste mit der „normalen“ Leistung von 170 kW, die zweite dann im Qualifying-Modus mit 200 kW. Anschließend traten die schnellsten fünf Fahrer in einem Superpole genannten Einzelzeitfahren an, wo die ersten fünf Startplätze ermittelt wurden.
Saison 2017/18: Die Fahrer wurden nun nur noch beim ersten Saisonlauf in die vier Qualifying-Gruppen gelost. Bei den weiteren Rennen fuhren jeweils die fünf bestplatzierten Fahrer in einer Gruppe, die zweite Gruppe bestand aus den nächsten fünf bestplatzierten Fahrern. Dieses Vorgehen wurde dann für die restlichen zehn Fahrer wiederholt. Ausgelost wurde nun nur noch die Reihenfolge der vier Qualifying-Gruppen.
Saison 2018/19: Die Auslosung wurde abgeschafft, stattdessen gingen immer die in der Gesamtwertung vorne liegenden Fahrer in der ersten Gruppe an den Start. Beim Saisonauftakt wurde die Reihenfolge der Fahrerwertung der Vorsaison zugrunde gelegt. Die Leistung während des Qualifyings wurde auf 250 kW erhöht.
Da das Starterfeld auf maximal 12 Teams erweitert wurde, änderte sich die Anzahl der Fahrer pro Gruppe auf sechs, außerdem starteten nun die schnellsten sechs Piloten in der Superpole.
Saison 2021/22: Die Piloten fahren nun zunächst ein zehnminütiges Zeittraining, das in zwei Gruppen ausgetragen wird. Die vier schnellsten Piloten jeder Gruppe bestreiten anschließend ein dreiteiliges, aus Viertel-, Halbfinale und Finale bestehendes Zeitfahren, bei dem jeweils zwei Piloten gegeneinander antreten.

### Rennen
Es war geplant, keine Einführungsrunde vor dem Rennen zu fahren. Man entschied sich jedoch vor dem ersten Rennen, doch eine Einführungsrunde durchzuführen. Das zweite Rennen fand dann wie geplant ohne Einführungsrunde statt, da die Fahrer beim Beijing ePrix 2014 diese in sehr langsamer Fahrt zurückgelegt hatten, um Energie zu sparen. Stattdessen wurde die Startaufstellung fünf Reihen nach hinten verlegt, unmittelbar vor dem Rennstart fuhren die Fahrer dann auf ihre eigentlichen Startpositionen. Dieses Vorgehen wurde nach dem Rennen von vielen Fahrern auch aus Sicherheitsgründen kritisiert.
Die Fahrer mussten zu einem beliebigen Zeitpunkt im Rennen ihr Fahrzeug tauschen, für diesen Boxenstopp galt eine Mindestzeit, die aus Sicherheitsgründen nicht unterschritten werden durfte. Seit dem Santiago E-Prix 2018 entfiel diese Mindestzeit.
Dieser Fahrzeugwechsel entfiel mit der Einführung der zweiten Fahrzeuggeneration zum Beginn der Saison 2018/19. Außerdem entfiel die feste Renndistanz, ein Rennen ging stattdessen immer über eine Zeit von 45 Minuten plus eine Runde.  Darüber hinaus gab es zwei verschiedene Energiemodi: Im Normal-Mode leisteten die Fahrzeuge 200 kW, im Attack-Mode stieg die Leistung auf 225 kW. Jeder Fahrer musste im Laufe eines Rennens beide Modi verwenden, zur Aktivierung des Attack-Mode musste er durch eine speziell gekennzeichnete Zone auf der Rennstrecke fahren. Die Dauer des Attack-Mode und vorgeschriebene Anzahl der Aktivierungen wurden vor einem E-Prix streckenspezifisch von Seiten der Rennleitung festgelegt und eine Stunde vor Rennstart bekannt gegeben.
Für die Saison 2021/22 wurde die Leistung der Fahrzeuge im Normal-Mode auf 220 kW und im Attack-Mode auf 250 kW erhöht.

### Punktevergabe

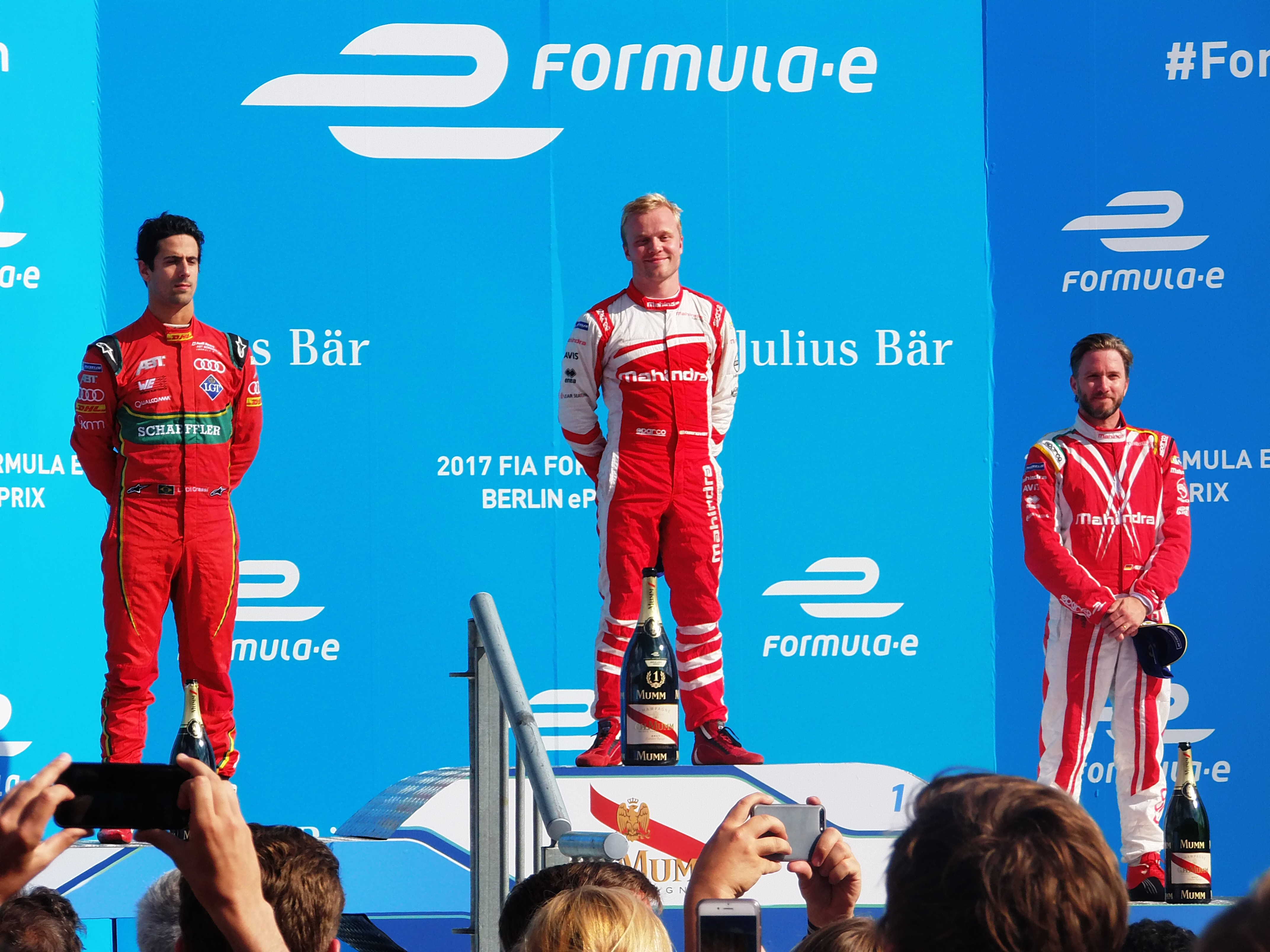
Podium der drei Erstplatzierten

Die zehn erstplatzierten Fahrer jedes Rennens erhalten Punkte nach folgendem Schema:
| Punkteverteilung | Punkteverteilung | Punkteverteilung | Punkteverteilung | Punkteverteilung | Punkteverteilung | Punkteverteilung | Punkteverteilung | Punkteverteilung | Punkteverteilung | Punkteverteilung |
| ---------------- | ---------------- | ---------------- | ---------------- | ---------------- | ---------------- | ---------------- | ---------------- | ---------------- | ---------------- | ---------------- |
| Platz            | 1                | 2                | 3                | 4                | 5                | 6                | 7                | 8                | 9                | 10               |
| Punkte           | 25               | 18               | 15               | 12               | 10               | 8                | 6                | 4                | 2                | 1                |

Zusätzlich gab es in der Debüt-Saison drei Punkte für die Pole-Position und zwei Punkte für die schnellste Rennrunde. In die Fahrerwertung gingen die zehn besten Ergebnisse aller elf Rennen der Meisterschaft ein, es gab somit ein Streichresultat.
Die Regelung, dass das schlechteste Ergebnis eines Fahrers nicht in die Fahrerwertung einging, entfiel zur zweiten Saison.
Für die schnellste Runde im Rennen gab es ab der dritten Saison nur noch einen statt zwei Punkte. Dieser Punkt wird seit der Saison 2017/18 nur noch unter den zehn bestklassierten Fahrern des Rennens vergeben.
In den Saisons 2018/19 und 2020/21 erhielt zusätzlich der Fahrer, der die schnellste Runde in der Gruppen-Phase des Qualifyings erzielt hatte, einen Punkt.
In der Saison 2018/19 wurden die in Europa stattfindenden Rennen in einer Sonderwertung, den voestalpine European Races, zusammengefasst. Die Punktevergabe orientierte sich dabei nicht am normalen Punkteschema der Serie, stattdessen werden hier nur die Podiumsresultate gewertet.

## Meister und Rekorde
| Jahr    | Meister                | Punkte | Zweiter           | Punkte | Dritter          | Punkte | Meister Teams                    | Punkte | Meister Hersteller | Punkte |
| ------- | ---------------------- | ------ | ----------------- | ------ | ---------------- | ------ | -------------------------------- | ------ | ------------------ | ------ |
| 2014/15 | Nelson Piquet jr.      | 144,0  | Sébastien Buemi   | 143,0  | Lucas di Grassi  | 133,0  | Team e.dams Renault              | 232,0  |                    |        |
| 2015/16 | Sébastien Buemi        | 155,0  | Lucas di Grassi   | 153,0  | Nicolas Prost    | 90,0   | Renault e.dams                   | 270,0  |                    |        |
| 2016/17 | Lucas di Grassi        | 181,0  | Sébastien Buemi   | 157,0  | Felix Rosenqvist | 127,0  | Renault e.dams                   | 268,0  |                    |        |
| 2017/18 | Jean-Éric Vergne       | 198,0  | Lucas di Grassi   | 144,0  | Sam Bird         | 143,0  | Audi Sport ABT Schaeffler        | 264,0  |                    |        |
| 2018/19 | Jean-Éric Vergne       | 136,0  | Sébastien Buemi   | 119,0  | Lucas di Grassi  | 108,0  | DS Techeetah                     | 222,0  |                    |        |
| 2019/20 | António Félix da Costa | 158,0  | Stoffel Vandoorne | 87,0   | Jean-Éric Vergne | 86,0   | DS Techeetah                     | 244,0  |                    |        |
| 2020/21 | Nyck de Vries          | 99,0   | Edoardo Mortara   | 92,0   | Jake Dennis      | 91,0   | Mercedes-EQ Formula E Team       | 181,0  |                    |        |
| 2021/22 | Stoffel Vandoorne      | 213,0  | Mitch Evans       | 180,0  | Edoardo Mortara  | 169,0  | Mercedes-EQ Formula E Team       | 319,0  |                    |        |
| 2022/23 | Jake Dennis            | 229,0  | Nick Cassidy      | 199,0  | Mitch Evans      | 197,0  | Envision Racing                  | 304,0  |                    |        |
| 2023/24 | Pascal Wehrlein        | 198,0  | Mitch Evans       | 192,0  | Nick Cassidy     | 176,0  | Jaguar TCS Racing                | 368,0  | Jaguar Land Rover  | 455,0  |
| 2024/25 | Oliver Rowland         | 184,0  | Nick Cassidy      | 153,0  | Pascal Wehrlein  | 145,0  | TAG Heuer Porsche Formula E Team | 256,0  | Porsche            | 383,0  |

## Sponsor
Am 9. Januar 2018 wurde bekanntgegeben, dass ABB Titelsponsor der Serie wird und diese daher seitdem den Namen ABB FIA-Formel-E-Meisterschaft, ab 2020 den Namen ABB FIA-Formel-E-Weltmeisterschaft trug.

## Rahmenprogramm
- Im Rahmenprogramm der Saison 2016/17 fanden erstmals Demonstrationsfahrten der Roborace-Rennserie für autonome Elektrofahrzeuge statt.

- In den Saisons 2018/19 und 2019/20 trug die Jaguar I-Pace eTROPHY ihre Rennen im Rahmenprogramm der Rennserie aus.